# Neville Longbottom
Neville Longbottom är en fiktiv karaktär i Harry Potter-serien och dess romaner skrivna av J.K. Rowling. Han beskrivs som en Gryffindor-elev med ett runt ansikte i Harry Potters årskull. Genom hela serien framställs Neville ofta som en klumpig och oorganiserad karaktär, och en ganska medioker elev, även om han är mycket begåvad inom örtlära. Karaktärens personlighet verkar dock genomgå en övergång efter att han ansluter sig till Dumbledores armé i Harry Potter och Fenixorden. Den uppmuntran han får ger honom förtroende för sina magiska förmågor, vilket förvandlar honom till en mer kompetent trollkarl. Så småningom blir Neville ledare för Dumbledores armé, då Harry, Ron och Hermione är ute och letar efter horrokruxer. Neville är avgörande för Lord Voldemorts fall och förgör slutligen den sista horrokruxen, vilket gör att Harry kan besegra mörkrets herre en gång för alla. I filmserien porträtteras Neville av skådespelaren Matthew Lewis, medan den svenska rösten till fem av dess filmer görs av röstskådespelaren Adam Giertz. Hans utveckling från en osäker pojke till en modig ledare återspeglar en av de mest djupgående karaktärsbågarna i serien.

## Karaktärshistoria
Neville Longbottom föddes den 30 juli 1980, bara en dag före Harry Potter. Han växte upp i skuggan av ett krig han inte visste att han nästan varit huvudperson i. En profetia hade nämnt "pojken som föddes i slutet av juli", och det kunde lika gärna ha varit Neville som Harry som utpekades som Voldemorts baneman. Men det blev inte Neville – åtminstone inte på det sättet.
Hans föräldrar, Frank och Alice Longbottom, båda Aurorer, torterades till vansinne av Bellatrix Lestrange och andra Dödsätare när Neville var liten. De överlevde – men blev aldrig sig själva igen. Neville växte därför upp hos sin stränga farmor, Augusta Longbottom, som ofta tvivlade på om han någonsin skulle leva upp till familjens namn.
När Neville började på Hogwarts var han en osäker, fumlig och nervös pojke. Han hade svårt med trollformler, glömde ofta saker och blev ibland utskrattad, till och med av sina egna klasskamrater. Han sorterades in i Gryffindor, något som många – inklusive han själv – ifrågasatte. Hur kunde han tillhöra modets hus när han kände sig rädd mest hela tiden?
Men det som ingen såg var att Neville bar på ett tyst mod. Inte det som skriker och slår – utan det som håller ut, trots allt.
Under sina år på Hogwarts började Neville sakta men säkert växa. Han visade sin lojalitet i Dumbledores armé, där han tränade med Harry, Hermione och Ron. Han blev bättre – starkare, mer självsäker. När Hogwarts föll under Snatchers och Carrows skräckvälde i sjunde boken, stannade Neville kvar. Han vägrade ge upp. Han ledde motståndet från insidan, höll Dumbledores armé vid liv, gömde sig i Hemligheternas kammare och riskerade sitt liv dagligen. Den rädda pojken hade blivit en rebell.
Och så kom det avgörande ögonblicket. Slaget om Hogwarts.
När allt hopp tycktes förlorat, när Voldemort trodde att han vunnit, ställde sig Neville upp. Han trotsade mörkrets herre rakt i ansiktet. Och med Godric Gryffindors svärd i handen högg han av huvudet på Nagini – den sista av Voldemorts horrokruxer. Utan Neville hade Voldemort aldrig kunnat besegras.
Efter kriget fortsatte Neville att leva enkelt men stolt. Han blev professor i örtlära på Hogwarts – ett ämne han alltid haft en fallenhet för – och en av de mest älskade lärarna på skolan. Han gifte sig med Hannah Abbott och de bodde till slut ovanför Tre Kvastar i Hogsmeade.
Neville Longbottom var aldrig den som sökte ära. Men han var den som förtjänade den.

## Personlighet och egenskaper

### Osäker och blyg (i början)
Neville börjar sin tid på Hogwarts som en osäker, lite klumpig pojke. Han är rädd för att göra fel, särskilt eftersom hans farmor ofta jämför honom med hans framgångsrika föräldrar. Han har låg självkänsla och tvivlar på sitt eget värde, trots att han visar små glimtar av mod och lojalitet redan tidigt.

### Trogen och lojal
Neville är otroligt lojal mot sina vänner. Han stannar med Dumbledores armé, trots att det blir farligare och farligare. Han sviker aldrig sina ideal, och han är beredd att riskera mycket för att stå upp för det han tycker är rätt – även när det är svårt.

### Modig på sitt eget sätt
Neville är inte den typ av modig som kastar sig in i strid utan att tänka. Hans mod är mer tyst, uthålligt och djupt. Han är modig trots att han är rädd – vilket faktiskt är det mest genuina modet.

### Ödmjuk och jordnära
Neville är aldrig arrogant. Han är enkel, snäll, och bär aldrig sin hjälteroll med stolthet – han vill bara göra rätt och hjälpa till. Han bryr sig om andra, är vänlig och rättvis, och har empati för människor (och växter) runt omkring honom.

### Intresserad av natur och örter
Redan från början visar Neville stor talang för örtlära, och det är där han känner sig trygg. Med tiden blir han så skicklig att han blir professor i ämnet. Det visar på ett sinne för detaljer, tålamod och känsla för liv.